# 1980 en chimie
Cet article présente les faits marquants de l'année 1980 en chimie.

## Évènements
- 12ème Olympiades Internationales de Chimie, organisées à Linz en Autriche du 13 juillet au 23 juillet[1].
- 15 février : publication de la découverte du premier supraconducteur organique[2].

## Prix
- Prix Nobel de chimie : 
  - Paul Berg pour ses études fondamentales de la biochimie des acides nucléiques, et en particulier de l'ADN recombinant[3].
  - Walter Gilbert et Frederick Sanger pour leurs contributions à la détermination des séquences de bases dans les acides nucléiques[3].
- Prix Wolf de chimie : Henry Eyring « pour son développement de la théorie de rendement absolu et ses applications ingénieuses aux processus chimique et physique »[4].
- Prix Procter & Gamble : Howard Reiss[5]
- Prix Anselme-Payen : Olof Chalmers[6]
- Médaille Garvan-Olin : Helen Murray Free[7]
- Prix Ernest-Guenther : Sukh Dev[8]
- ACS Award in Pure Chemistry : John E. Bercaw[9]
- Prix Arthur C. Cope : Gilbert Stork[10]
- Prix Irving-Langmuir : William A. Klemperer[11]
- Médaille Priestley : Milton Harris[12],[13]
- Médaille Davy : Alan Woodworth Johnson en reconnaissance de ses contributions remarquables à la chimie des produits naturels, notamment les porphyrines, la vitamine B12, les facteurs de germination des plantes et les hormones et phéromones des insectes[14],[15].

- Grand prix Pierre-Süe : Jacques Perichon[16]
- Grand prix Achille-Le-Bel : Jean-François Biellmann[17]
- Faraday Lectureship : George Porter[18]
- Claude S. Hudson Award in Carbohydrate Chemistry : George A. Jeffrey[19]
- Médaille William-H.-Nichols : Gilbert Stork[20]

## Décès
- 2 février : William Howard Stein (né en 1911), biochimiste américain, prix Nobel de chimie en 1972.
- 16 février : Erich Hückel (né en 1896), physicien et chimiste allemand.
- 18 février : Georges Champetier (né en 1905), chimiste français.
- 21 avril : Alexandre Oparine (né en 1894), biochimiste et auteur soviétique.
- 22 avril : Fritz Strassmann (né en 1902), chimiste allemand.
- 8 septembre : Willard Frank Libby (né en 1908), physicien et chimiste américain.